# Чёрная (приток Пехорки)
Чёрная — река в Московской области России, левый приток реки Пехорки, протекает по территории городского округа Балашиха и Люберецкого района.
Имеет левый приток — реку Вьюнку.
Менее распространённое название Саввинка — по названию микрорайона Саввино бывшего города Железнодорожного. Фактически в микрорайоне Саввино находится так называемый Саввинский пруд — небольшой водоём с пляжем.